# Pelargonium anauris
Pelargonium anauris är en näveväxtart som beskrevs av M.Becker och F.Albers. Pelargonium anauris ingår i släktet pelargoner, och familjen näveväxter. Inga underarter finns listade i Catalogue of Life.